# Mirenchu Beitía
Mirenchu Beitía Navarrete (Concepción, 2 de enero de 1947) es una administradora pública y política chilena, militante del Partido Demócrata Cristiano (PDC). Entre 2014 y 2018 fue gobernadora de Cachapoal, y anteriormente fue alcaldesa de Mostazal.

## Biografía
Estudió en la Universidad Bolivariana la carrera de administración pública y gestión local. Ingresó como militante del PDC en 1987, y en 1992 fue elegida concejala de Mostazal para el periodo 1992-1996. Entre 1998 y 2000 fue directora provincial de la Fundación para la Promoción y Desarrollo de la Mujer (Prodemu) en la provincia de Cachapoal.
En 2000 fue elegida alcaldesa de Mostazal, y fue reelegida en el cargo en 2004. En marzo de 2014 fue designada gobernadora de la provincia de Cachapoal por la presidenta Michelle Bachelet, cargo que ejerció hasta marzo de 2018.

## Historial electoral

### Elecciones municipales de 2000
- Elecciones municipales de 2000, para la alcaldía de Mostazal.[3]

| Candidato                   | Pacto        | Partido | Votos | %     | Resultado |
| --------------------------- | ------------ | ------- | ----- | ----- | --------- |
| Mirenchu Beitía Navarrete   | Concertación | DC      | 2834  | 28,60 | Alcaldesa |
| Wildo Ibarra Quijada        | Alianza      | UDI     | 2151  | 21,71 | Concejal  |
| Arturo Orellana Miquel      | Alianza      | RN      | 1424  | 14,37 | Concejal  |
| Juan Carlos Salas Cartajena | Concertación | PS      | 1041  | 10,50 | Concejal  |
| Teresa Bascuñán Ahumada     | Alianza      | UDI     | 789   | 7,96  | Concejala |
| José Arriagada Cáceres      | Alianza      | UDI     | 479   | 4,83  |           |
| Ricardo Ríos Lecaros        | Concertación | PRSD    | 284   | 2,87  | Concejal  |

### Elecciones municipales de 2004
- Elecciones municipales de 2004, para la alcaldía de Mostazal.[4]

| Candidato                 | Pacto         | Partido | Votos | %     | Resultado |
| ------------------------- | ------------- | ------- | ----- | ----- | --------- |
| Mirenchu Beitía Navarrete | Concertación  | DC      | 3554  | 36,57 | Alcaldesa |
| Sergio Medel Acosta       | Independiente | Ind.    | 3366  | 34,64 |           |
| Sergio Cantillana Góngora | Alianza       | UDI     | 2382  | 24,51 |           |
| Lorenzo Sepúlveda Acevedo | Independiente | Ind.    | 416   | 4,28  |           |